# Rubén Darío Carles (padre)
Rubén Darío Carles Oberto (Penonomé, 23 de julio de 1896 - 13 de abril de 1981) fue un educador e historiador panameño, también padre del economista y político Rubén Darío Carles.

## Biografía
Fue hijo de Edilberto Carles, un comerciante español que migró a la provincia de Coclé y de la panameña Esther Oberto.
Realizó estudios primarios en Penonomé y gracias a una beca dada por el presidente Belisario Porras se trasladó en 1913 a la capital donde estudió en el Instituto Nacional de Panamá, graduándose en 1917 como maestro de escuela. Poco después contrajo matrimonio con la también maestra Sixta Grimaldo y tuvieron cinco hijos: Xenia Carles de Julio, Heldad Carles de Valdés, Sixta Carles, Rubén Darío Carles y Edgardo Carles.
Como maestro inició en la Escuela de Varones de Penonomé y fue ascendido a subinspector de educación en la misma ciudad. En mayo de 1924 se trasladó a la capital donde fue nombrado Secretario de la Inspección General de Enseñanza y era el encargado de las condiciones de las escuelas en todo el país. En esta etapa notó que en el proceso de enseñanza a los alumnos carecía de textos escolares, por lo que comenzó a confeccionar sus propios textos, siendo la serie "Quiero aprender" (1932-1935), dedicado a estudiantes de primer, segundo y tercer grado de primaria el más reconocido y usado por los niños panameños hasta la década de 1970.
Durante la Segunda Guerra Mundial se convirtió en custodio temporal de los bienes confiscados a ciudadanos alemanes en la ciudad de Colón, y pasado el conflicto les devolvió a todos sin ningún problema, siendo reconocido por dicha labor.
Durante la presidencia de Ricardo Adolfo de la Guardia en 1946, fue nombrado gobernador de la provincia de Coclé. Posteriormente, se trasladó a la Escuela Normal de Santiago donde enseñó pedagogía. En 1949 fue designado viceministro de Educación y en 1951 fue nombrado ministro de Educación en el gabinete de Alcibíades Arosemena, durando un año. En la presidencia de José Antonio Remón Cantera fue nombrado embajador de Panamá en Argentina, renunciando después por motivos de salud. A su regreso a Panamá, se acogió a la jubilación como educador en 1953.
Como historiador, escribió varias obras relativas a la historia de Panamá, en especial sobre el caudillo revolucionario Victoriano Lorenzo, quien llegó a conocerlo cuando era niño y pudo recopilar a través de testimonios de personas que lo conocieron en la primera biografía llamada Victoriano Lorenzo, el guerrillero de los cholos. También fue miembro de número de la Academia Panameña de Historia.
Tras su fallecimiento, el 24 de noviembre de 1981 fue nombrado póstumamente por el presidente Aristides Royo a la escuela primaria del pueblo de Chigoré.

## Obras
- Quiero aprender (1932-1935)
- Victoriano Lorenzo, el guerrillero de los cholos (1942)
- 220 años del período colonial en Panamá (1950)
- Horror y paz en el istmo (1950)
- Crónicas de Castilla de Oro (1954)
- San Blas: tierra de los cunas (1954)
- A los 150 años de la independencia de España, 1821-1971 (1971)

Otras obras escritas fueron Tierra de los cholos, Panorama istmeño, La gente de allá abajo, A la sombra del Barú e Historia del canal de Panamá.